# パレルモのエウゲニウス
パレルモのエウゲニウス（ラテン語: Eugenius Siculus, ギリシア語: Εὐγενἠς Εὐγένιος ὁ τῆς Πανόρμου, イタリア語: Eugenio da Palermo; 1130年 - 1202年）は、12世紀後半、シチリア王国のアミラトゥス（提督）。

## 生涯
パレルモでギリシア系の家系に生まれる。ギリシア語とアラビア語を中心とした教育を受け、ラテン語も不得意ではなかった。彼が提督になった12世紀後半のシチリア王国では、教養を持ち多言語を操る、ギリシア人やアラビア人の行政官は珍しいものとなっていた。
エウゲニウスの家系は、何代も前からオートヴィル朝で重要な役職を占めていた。父ヨハネス (en) 、祖父エウゲニウスもまた提督であった。彼はグリエルモ2世に使えた後、1190年に提督となった。彼の最初の任務は、ディーワーンの役員であった。1174年9月には magister duane baronumの称号を得たが、これは国王からサレルノに派遣され、ベイリフの会計をチェックし、ストラティゴトゥスに代わって財産の売却を許可し、借入金を返済するためであった。magister duane baronum としての公務の内容は不明だが、王領内の橋、道路、河川の通行料をすべて解除するというグリエルモ2世の認識票の発行・周知も担当していた（1187年4月）。エウゲニウスは1175年にベネヴェントのサンタ・ソフィア教会の土地の境界を決定し、1178年にはノチェーラ・インフェリオーレで、同年9月にはミノーリで、ラヴェッロとアマルフィの間の境界紛争を仲裁した。そこで彼は magister regie dohane baronum et de secretis と称された。この頃、彼はワルテリウス・デ・モアクの下で働いていたようである。
グリエルモ2世の死後、オートヴィル朝が終焉し、コスタンツァ女王と皇帝ハインリヒ6世のホーエンシュタウフェン朝に移行するまで、エウゲニウスはタンクレーディに忠実に仕えた。しかしハインリヒ6世への陰謀という濡れ衣を着せられ、一時的にドイツで監禁された。

## 翻訳者・詩人として
エウゲニウスは、翻訳者や詩人としても活躍し、1154年から1169年にかけてパレルモで起こった出来事を記録した年代記作家フーゴ・ファルカンドゥスの筆名の由来になったとも言われている。エウゲニウスは、このような年代記の作者とするには確かに適切な人物であった。
またエウゲニウスは1154年頃、プトレマイオスの『光学』をアラビア語からラテン語に翻訳し、20冊の写本が残っている。
さらに、エリュトライのシビュラをギリシャ語からラテン語に翻訳したが、その写本はフィオーレのヨアキムの予言をもとにした13世紀のものしか残っていない。14世紀の写本には24編の詩が残っているが、コンスタンティノープルで流行っていたスタイルで書かれた平凡なものだった。また、ドイツで投獄されたことを嘆き、それを世界の悪しき状況のせいにしながらも、自分の問題を哲学的に捉えた詩も書いている。